# Empis kuaensis
Empis kuaensis är en tvåvingeart som beskrevs av Christophe Daugeron och Patrick Grootaert 2005. Empis kuaensis ingår i släktet Empis och familjen dansflugor.
Artens utbredningsområde är Thailand. Inga underarter finns listade i Catalogue of Life.